# Alois von Schönburg-Hartenstein
Eduard Alois Maria Alexander Konrad von Schönburg-Hartenstein (Karlsruhe, 21 novembre 1858 – Hartenstein, 20 settembre 1944) è stato un generale austro-ungarico.
Svolse importanti incarichi di comando durante la prima guerra mondiale. Era un membro della nobiltà austriaca, con il titolo di Fürst von Schönburg-Hartenstein; nel luglio 1934 divenne per breve tempo ministro della Difesa della Repubblica austriaca.

## Biografia
Dal 1899 al 1913 fu il presidente della Croce rossa austriaca. Dopo l'inizio della Grande Guerra, tenne il comando di una serie di reparti combattendo soprattutto sul fronte orientale alla testa prima della 6ª Divisione di fanteria e quindi del 20º corpo d'armata.
Secondo alcune fonti, Schönburg-Hartenstein era il candidato del capo di stato maggiore austro-ungarico Arthur Arz von Straussenburg alla carica di ministro della Guerra dell'impero nell'aprile 1917. Dopo aver comandato il 4º corpo d'armata sul fronte italiano, all'inizio del 1918, mentre le turbolenze interne dell'Impero austro-ungarico e la mancanza di cibo tra la popolazione aumentavano, il generale prese il comando delle truppe assegnate ai compiti di mantenimento delle sicurezza e dell'ordine all'interno dell'impero. Durante questo incarico egli arrestò i capi degli scioperanti e circa 44.000 disertori. Nell'estate 1918, ritornò sul campo di battaglia e assunse il comando della 6ª Armata schierata sul fronte italiano e partecipò con le sue truppe alla battaglia del Solstizio, l'ultima offensiva austro-ungarica; durante la battaglia fu ferito ad una gamba.
Durante la battaglia di Vittorio Veneto dell'ottobre 1918, von Schönburg-Hartenstein comandava sempre la 6ª Armata che subì l'attacco principale italiano sul Piave; dopo duri scontri le truppe austro-ungariche non riuscirono ad impedire il passaggio del fiume e si ritirarono in rotta verso nord; numerosi reparti defezionarono nella fase finale della battaglia. Il generale, mentre la situazione politica e militare dell'Impero austro-ungarico, diveniva sempre più precaria, comprese che era ormai inevitabile la sconfitta nella guerra e la fine della monarchia asburgica; ai suoi famigliari scrisse che "il mio ultimo compito consiste nel preservare l'ordine e proteggere la nuova Austria".
Dopo la caduta della monarchia e la costituzione della prima repubblica austriaca, von Schönburg-Hartenstein fu segretario di stato dell'esercito dal settembre 1933 al marzo 1934, quando egli fu nominato ministro della Difesa nel governo di destra del cancelliere Engelbert Dollfuss; egli rimase in questo incarico fino al luglio 1934. Mentre era nel governo, von Schönburg-Hartenstein fece appello al nazionalismo austriaco e ai veterani di guerra per ottenere sostegno per l'amministrazione Dolfuss in opposizione ai nazional-socialisti austriaci legati alla Germania nazista.

## Ascendenza
|                                          |                                  |                                             | Genitori                                                |  |  | Nonni |  |  | Bisnonni                                     |  |  | Trisnonni                           |  |
|                                          |                                  |                                             |                                                         |  |  |       |  |  | Otto Carl Friedrich von Schönburg-Waldenburg |  |  | Albert Carl Friedrich von Schönburg |  |
|                                          |                                  |                                             |                                                         |  |  |       |  |  | Otto Carl Friedrich von Schönburg-Waldenburg |  |  | Albert Carl Friedrich von Schönburg |  |
|                                          |                                  | Frederike von der Marwitz                   |                                                         |  |  |       |  |  | Otto Carl Friedrich von Schönburg-Waldenburg |  |  |                                     |  |
| Eduard von Schönburg-Hartenstein         |                                  |                                             |                                                         |  |  |       |  |  | Otto Carl Friedrich von Schönburg-Waldenburg |  |  |                                     |  |
|                                          |                                  | Henriette Reuss zu Köstritz                 | Heinrich XXIII Reuss zu Köstritz                        |  |  |       |  |  |                                              |  |  |                                     |  |
|                                          |                                  | Henriette Reuss zu Köstritz                 | Heinrich XXIII Reuss zu Köstritz                        |  |  |       |  |  |                                              |  |  |                                     |  |
|                                          |                                  | Henriette Reuss zu Köstritz                 | Ernestine von Schönburg-Wechselburg                     |  |  |       |  |  |                                              |  |  |                                     |  |
| Alexander von Schönburg-Hartenstein      |                                  | Henriette Reuss zu Köstritz                 |                                                         |  |  |       |  |  |                                              |  |  |                                     |  |
|                                          |                                  | Joseph II von Schwarzenberg                 | Joseph I von Schwarzenberg                              |  |  |       |  |  |                                              |  |  |                                     |  |
|                                          |                                  | Joseph II von Schwarzenberg                 | Joseph I von Schwarzenberg                              |  |  |       |  |  |                                              |  |  |                                     |  |
|                                          |                                  | Joseph II von Schwarzenberg                 | Maria Theresia von Liechtenstein                        |  |  |       |  |  |                                              |  |  |                                     |  |
| Ludowika zu Schwarzenberg                |                                  | Joseph II von Schwarzenberg                 |                                                         |  |  |       |  |  |                                              |  |  |                                     |  |
|                                          |                                  | Marie Eleonore zu Oettingen-Wallerstein     | Philipp Carl Dominicus zu Oettingen-Wallerstein         |  |  |       |  |  |                                              |  |  |                                     |  |
|                                          |                                  | Marie Eleonore zu Oettingen-Wallerstein     | Philipp Carl Dominicus zu Oettingen-Wallerstein         |  |  |       |  |  |                                              |  |  |                                     |  |
|                                          |                                  | Marie Eleonore zu Oettingen-Wallerstein     | Charlotte Juliane von Oettingen-Baldern                 |  |  |       |  |  |                                              |  |  |                                     |  |
| Alois von Schönburg-Hartenstein          |                                  | Marie Eleonore zu Oettingen-Wallerstein     |                                                         |  |  |       |  |  |                                              |  |  |                                     |  |
|                                          | Johann I Josef von Liechtenstein | Franz Josef I von Liechtenstein             |                                                         |  |  |       |  |  |                                              |  |  |                                     |  |
|                                          | Johann I Josef von Liechtenstein | Franz Josef I von Liechtenstein             |                                                         |  |  |       |  |  |                                              |  |  |                                     |  |
|                                          | Johann I Josef von Liechtenstein | Leopoldine von Sternberg                    |                                                         |  |  |       |  |  |                                              |  |  |                                     |  |
| Alois II von Liechtenstein               | Johann I Josef von Liechtenstein |                                             |                                                         |  |  |       |  |  |                                              |  |  |                                     |  |
|                                          |                                  | Josefa zu Fürstenberg-Weitra                | Joachim Eugen zu Fürstenberg-Weitra                     |  |  |       |  |  |                                              |  |  |                                     |  |
|                                          |                                  | Josefa zu Fürstenberg-Weitra                | Joachim Eugen zu Fürstenberg-Weitra                     |  |  |       |  |  |                                              |  |  |                                     |  |
|                                          |                                  | Josefa zu Fürstenberg-Weitra                | Sophie zu Oettingen-Wallerstein                         |  |  |       |  |  |                                              |  |  |                                     |  |
| Karoline von Liechtenstein               |                                  | Josefa zu Fürstenberg-Weitra                |                                                         |  |  |       |  |  |                                              |  |  |                                     |  |
|                                          |                                  | Franz Joseph Kinsky von Wchinitz und Tettau | Joseph Kinsky von Wchinitz und Tettau                   |  |  |       |  |  |                                              |  |  |                                     |  |
|                                          |                                  | Franz Joseph Kinsky von Wchinitz und Tettau | Joseph Kinsky von Wchinitz und Tettau                   |  |  |       |  |  |                                              |  |  |                                     |  |
|                                          |                                  | Franz Joseph Kinsky von Wchinitz und Tettau | Rosa von Harrach                                        |  |  |       |  |  |                                              |  |  |                                     |  |
| Franziska Kinsky von Wchinitz und Tettau |                                  | Franz Joseph Kinsky von Wchinitz und Tettau |                                                         |  |  |       |  |  |                                              |  |  |                                     |  |
|                                          |                                  | Therese Antonia Barbara von Wrbna           | Rudolph von Wrbna                                       |  |  |       |  |  |                                              |  |  |                                     |  |
|                                          |                                  | Therese Antonia Barbara von Wrbna           | Rudolph von Wrbna                                       |  |  |       |  |  |                                              |  |  |                                     |  |
|                                          |                                  | Therese Antonia Barbara von Wrbna           | Maria Theresia Antonia von Kaunitz-Rietberg-Questenberg |  |  |       |  |  |                                              |  |  |                                     |  |
|                                          |                                  | Therese Antonia Barbara von Wrbna           |                                                         |  |  |       |  |  |                                              |  |  |                                     |  |